# Beauprea penariensis
Beauprea penariensis är en tvåhjärtbladig växtart som beskrevs av André Guillaumin. Beauprea penariensis ingår i släktet Beauprea och familjen Proteaceae. Inga underarter finns listade i Catalogue of Life.